# Ett eget rum
Ett eget rum (originaltitel: A Room of One's Own) är en essä av Virginia Woolf, som publicerades 24 oktober 1929. Den handlar om kvinnors roll i samhället, förespråkar kvinnlig emancipation från patriarkatet och ses som ett viktigt tidigt feministisk verk.

## Handling
Essän beskriver bland annat det hypotetiska fallet om William Shakespeare hade haft en syster och hur Judith, som systern kallas, av allt att döma hade levt på ett helt annat sätt än William: hon hade inte nått samma framgång även om hennes texter hade varit av samma kvalitet, eftersom många dörrar vore stängda för henne som kvinna.
Det fiktiva lärosätet Oxbridge förekommer i essän, en hybrid av lärosätena University of Oxford och University of Cambridge, vars namn har blivit välkänt inom exempelvis satir.

## Bakgrund och innehåll
1928 gav Woolf två föreläsningar som innefattade ämnet kvinnor och litteratur. Dessa föreläsningar hölls på Cambridges universitet, för dess studenter. Dessa två föreläsningar inspirerade henne till att skriva Ett eget rum. Essän börjar med att Woolf säger att läsaren kanske undrar vad ett eget rum har att göra med kvinnor och litteratur, men att hon i romanen ska förklara detta.
Den mest kända delen från essän, är när Woolf antyder att kvinnor behöver ett privatliv med ett eget rum för att ha rätt verktyg för att bli en bra författare. Själva citatet ur essän lyder enligt den svenska översättningen "En kvinna måste ha pengar och eget rum, om hon skall kunna skriva romaner.". 
Woolf var mycket passionerad att skriva om män och kvinnors förutsättningar i samhället. Redan i Woolfs roman Jacobs rum (1927) börjar hon utveckla sin feministiska tolkning, däremot blir det först i essän Ett eget rum som hon vidareutvecklade denna röst. Ett eget rum ses som ett av de mest inflytelserika verken inom den feministiska litteraturen. Det var nytt att skriva om kvinnans roll på det sätt som Woolf gjorde och Ett eget rum ses därför som en av de viktigaste essäerna inom feminismen. Att peka på kvinnors frånvaro och utestängning från samhällslivet var revolutionerande och har givit kvinnliga författare en plats inom litteraturen.
Att Ett eget rum är en mycket uppskattad essä visas tydligt i att essän tog 69:e plats på Århundradets 100 böcker enligt Le Monde. Listan publicerades 1999 och togs fram genom en omröstning i samarbete med den franska butikskedjan Fnac och den franska dagstidningen Le Monde.

## Utgåvor på svenska
- 1958 - Ett eget rum och andra essäer
- 1965 - Ett eget rum och andra essäer
- 1965 - Ett eget rum
- 1977 - Ett eget rum ISBN 91-550-2109-3
- 1985 - Ett eget rum ISBN 91-550-2998-1
- 1991 - Ett eget rum ISBN 91-550-3704-6
- 2004 - Ett eget rum och andra essäer ISBN 91-7297-652-7
- 2012 - Ett eget rum ISBN 9789172472709